# 三角山林场
三角山林场，是中华人民共和国湖北省黄冈市浠水县下辖的一个类似乡级单位。

## 行政区划
下辖以下地区：
李宕村和黄溪冲村。